# Magnhild Meltveit Kleppa
Magnhild Meltveit Kleppa (født 12. november 1948 Fister i Rogaland) er en norsk lærer, og hun er politiker fra Senterpartiet.

## Politiker fra Senterpartiet
Anne Enger Lahnstein var leder af Senterpartiet i 1991–99. I største delen af denne periode (nemlig i 1991–1997) var Magnhild Meltveit Kleppa næstformand for partiet. 
Kleppa var leder af partiets stortingsgruppe (parlamentarisk leder) i 2005–2007. Forinden havde hun været næstformand for stortingsgruppen i 1993–97 og i 2000–2005. 

## Folkevalgt kommunal- og regionspolitiker
Magnhild Meltveit Kleppa var formand for Senterpartiet i Rogaland i 1987–90.
I 1979–1987 var Kleppa medlem af kommunestyret i Hjelmeland, dog var hun kun suppleant i 1983–84. Hun var gruppeformand i 1980–83. 
Kleppa var suppleant til Rogaland Fylkesting i 1987–91. Derefter blev hun ordinært medlem af fylkestinget. I 1992–93 var hun formand for Senterpartiets gruppe i fylketinget.

## Medlem af Stortinget
Magnhild Meltveit Kleppa var anden suppleant til Stortinget i 1989–93.
Kleppa var medlem af Stortinget i 1993–2013. Hun havde dog orlov, mens hun var minister. Kleppa var valgt for Senterpartiet i Rogaland–kredsen.

## Social-, kommunal- og trafikminister
Fra 1997 til 2000 var Kleppa minister i Regeringen Kjell Magne Bondevik I. Hun var minister i Sosial- og helsedepartementet, hvor hun havde ansvaret for de sociale sager, mens Dagfinn Høybråten (KrF) havde ansvaret for sundhed (helse) .
Fra 2007 til 2012 var Kleppa minister i Regeringen Jens Stoltenberg II. Frem til 2009 var hun minister i Kommunal- og regionaldepartementet.  
Derefter byttede hun plads med sin partileder (Liv Signe Navarsete), og i resten af perioden var Kleppa minister i Samferdselsdepartementet (trafik- og kommunikationsminister).

## Fylkesmand
Kleppa tiltrådte som fylkesmand (amtmand) i Rogaland Fylke den 1. november 2013. Regeringen havde udnævnt hende allerede i efteråret 2012, men hun ventede med at tiltræde, indtil hendes sidste periode i Stortinget var udløbet i efteråret 2013. 
Tora Aasland (SV) havde embedet som fylkesmand i Rogaland i 1991–2013. Dog var Harald Torfinn Thune fungerende fylkesmand, mens Tora Aasland var medlem af Stortinget i 1991– 93, og han var konstitueret fylkesmand, da Aasland var forskningsminister i 2007–12.  Harald Thune var blevet beskikket som fylkeskontorchef og assisterende fylkesmand i november 1989.

## Lærer og rådgiver
Magnhild Meltveit Kleppa er uddannet lærer fra Kristiansand lærerskole 1970, og har senere studeret samfundsfag, biologi og specialpædagogik ved Stavanger lærerskole. Hun arbejdede som lærer og rådgiver fra 1967 til 1992.